# Kamen-na-Obi
Pour les articles homonymes, voir Kamen.
Kamen-na-Obi (en russe : Камень-на-Оби, « Roche-sur-l'Ob ») est une ville du kraï de l'Altaï, en Russie. Sa population s'élevait à 40 795 habitants en 2018.

## Géographie
Kamen-na-Obi est située dans le sud de la Sibérie, sur la rive gauche de l'Ob, à 165 km — 208 km par la route — au nord-ouest de Barnaoul.

## Histoire
Le village de Kamen fut créé en 1751[réf. nécessaire] — en 1670 selon d'autres informations[Lesquelles ?] — et se développa à la fin du XIXe siècle grâce au négoce du blé. Elle reçut le statut de ville en 1915. Après la Seconde Guerre mondiale, la ville continua d'être un important et actif centre agricole. Au milieu des années 1960, Kamen fut desservie par voie ferrée. À partir de 1973, un canal commença à irriguer les plaines à l'ouest de l'Ob. En 1979, le plus grand silo à grain de l'Union soviétique à l'est de l'Oural fut bâti à Kamen. Des industries agroalimentaires, la fabrication de briques et de meubles complètent le tableau de l'économie locale.

## Population
Recensements (*) ou estimations de la population
| 1926*  | 1939*  | 1959*  | 1970*  | 1979*  | 1989*  | 2002*  |
| ------ | ------ | ------ | ------ | ------ | ------ | ------ |
| 22 900 | 24 987 | 30 135 | 35 604 | 40 018 | 42 483 | 44 375 |

| 2010*  | 2013   | 2014   | 2015   | 2016   | 2017   | 2018   |
| ------ | ------ | ------ | ------ | ------ | ------ | ------ |
| 43 888 | 42 813 | 42 174 | 41 897 | 41 787 | 41 315 | 40 795 |

## Transports
La voie ferrée Omsk – Karassouk – Novoaltaïsk, appelée aussi Chemin de fer de Sibérie centrale, franchit l'Ob à Kamen-na-Obi.
|  |

On trouve également un port fluvial à Kamen.

## Personnalités
- Roman Berdnikov (1974), général russe ;
- Ivan Pyriev (1901-1968), cinéaste soviétique.